# 브루누 우비니
브루누 우비니 보르톨란사(포르투갈어: Bruno Uvini Bortolança, 1991년 6월 3일 ~ )는 FC 도쿄에서 뛰는 브라질의 축구 선수다.

## 수상 경력

### 클럽

#### 유스팀
상파울루
- 상파울루 주 유소년 축구 대회: 2010

### 국가대표팀
- CONMEBOL U-20 축구 선수권 대회: 2011
- FIFA U-20 월드컵: 2011
- 2012 하계 올림픽: 남자 은메달